# おとぼけしんぶん
おとぼけしんぶんは1959年3月12日～1963年9月26日までフジテレビで毎週木曜日午後1時00分～1時30分に放送されていたバラエティ番組である。
なおタイトルは、1961年1月から『おとぼけ新聞』と改題した。

## 概要
- 製作がフジテレビ報道部という異色のバラエティ番組として知られている。セットもタイトルにちなんで新聞社の編集室を模したつくりになっており、まさに、「見て楽しむ報道番組」をウリにしていた。司会を務めたコロムビアトップ・ライトは当時、時事ネタ漫才を得意としており、彼らの起用は大成功だったといえる。事実、番組は4年半続き、コロムビアトップ・ライトの人気を不動のものにした番組といえる。

## 主な内容
- 前半は、出演者全員による編集会議。今ホットな話題を取り上げ、色んな意見を述べ合うというもの。会議というよりはむしろ彼らの得意ネタである時事ネタ漫才を見ている感が強かった。後半はゲストを招いてのトークコーナー。番組のコンセプト上マスコミ関係者（新聞記者・雑誌編集者ｏｒ編集長）の出演が多かった。

## 出演
- 三國一朗（編集長）
- コロムビアトップ・ライト（記者兼カメラマン）